# Johann Bernoulli
Johann Bernoulli (v závislosti na jazyce uváděn též jako Jan, Jean, John) (6. srpna 1667 Basilej – 1. ledna 1748 Basilej) byl švýcarský matematik, fyzik a lékař. Byl bratrem Jacoba Bernoulliho a otcem Daniela Bernoulliho. Zejména v oblasti matematiky dosáhl mimořádných úspěchů, byl jedním z nejvýznamnějších evropských vědců své doby a historie vůbec. Rovněž byl učitelem dalšího slavného matematika Leonharda Eulera.

## Život
Pocházel z rodiny, která dala světu řadu vynikajících vědeckých osobností. Narodil se v Basileji, kam jeho prarodiče dříve odešli z Antverp kvůli svému náboženskému vyznání (byli protestanty, kdežto Belgie byla katolická).
Po absolvování gymnázia se měl původně na přání otce stát obchodníkem, pro takové povolání ale syn neprojevoval velké nadšení. V roce 1683 mu tedy bylo dovoleno zapsat se na studia medicíny na univerzitě v Basileji, kde působil i jeho starší bratr Jacob, tehdy už jako profesor matematiky.
Na univerzitě Johann Bernoulli absolvoval kurzy medicíny, tedy oboru, který byl oficiálně hlavním předmětem jeho studia, zároveň se ale čím dál více věnoval studiu matematiky spolu se svým bratrem. Jako jeden z prvních si brzy osvojil tehdy žhavou matematickou novinku - Leibnizův kalkulus. Po dvou letech se už měl údajně plně vyrovnat Jacobovi, co se týče matematických schopností.
Roku 1690 zveřejnil svou první publikaci, která se týkala procesu fermentace (její náplň tedy ještě odpovídala jeho původnímu zaměření na medicínu). Ve stejném roce odešel do Ženevy, kde určitou dobu přednášel diferenciální počet. Na podzim 1691 odcestoval do Paříže, kde navázal přátelství s markýzem de l'Hospitalem. Ten brzy rozpoznal Bernoulliovy kvality a uzavřel s ním smlouvu, podle které Bernoulli za pravidelný roční honorář učil de l'Hospitala novým Leibnizovým metodám. Ve vyučování pokračoval i po svém návratu do wentil ve své korespondenci s markýzem. V roce 1696 vydal de l'Hospital historicky první učebnici infinitezimálního počtu (Analyse des infiniment petits pour l'intelligence des lignes courbes), která byla zcela založena na Bernoulliových myšlenkách, které l'Hospitalovi zprostředkovával. Bernoulli byl dotčen tím, že kniha byla vydána jako l'Hospitalova práce a nebylo zde víceméně vůbec uvedeno, z jakého zdroje ve skutečnosti čerpá. Proti vydávání knihy pod l'Hospitalovým jménem začal ale ostře protestovat teprve po markýzově smrti v roce 1704. (Příčinou mohlo být to, že vyplácení štědrého honoráře Bernoullimu bylo možná podmíněno tím, že o této věci pomlčí). Nenašlo se ale mnoho lidí, kteří by mu věřili, že je skutečným autorem. Věrohodně potvrzeno to bylo až roku 1922, kdy se našly písemné záznamy dokazující Bernoulliovo autorství.
Po návratu z Francie do Švýcarska se oženil s Dorotheou Falknerovou, dcerou z poměrně dobře společensky situované rodiny. V roce 1694 získal doktorát na základě své disertační práce týkající se matematického popisu činnosti svalů. Rovněž už udržoval korespondenci se samotným G. W. Leibnizem.
Poměrně temnou stránkou osobnosti Johanna Bernoulliho byly ale jeho rodinné vztahy. Vztah s bratrem Jacobem se začal rapidně zhoršovat, zpočátku zejména kvůli tomu, že Jacob odmítal připustit, že by se mu mladší bratr mohl v matematice vyrovnat. Rozpory přerostly až v otevřené nepřátelství, kdy si oba bratři navzájem napadali svou práci a výsledky a často zřejmě i vzájemně kradli své myšlenky.
V roce 1695 už mělo jméno Johanna Bernoulliho věhlas a byla mu nabídnuta profesorská křesla v Halle a v holandském Groningenu. Bernoulli přijal místo profesora matematiky v Groningenu a v říjnu 1695 se sem s manželkou a nedávno narozeným synem (Nicolaus II. Bernoulli) přestěhoval.
O rok později formuloval problém brachistochrony a vyzval ostatní matematiky, aby jej vyřešili v co nejkratší době. Řešení nalezli Johann Bernoulli sám, Newton, Gottfried Wilhelm Leibniz, l'Hospital a Jacob Bernoulli. Johannovo řešení původně nebylo správné, a tak se pokusil přivlastnit řešení svého bratra (tím víc se opět zhoršily jejich vztahy), nakonec nalezl správné řešení i sám.
V Groningenu se Johann Bernoulli často dostával do různých sporů a šarvátek, zejména ohledně náboženských a filozofických otázek. Jednou byl obviňován z toho, že popírá zmrtvýchvstání, jindy kvůli podporování karteziánské filozofie a údajnému napadání kalvinistické víry (přitom Bernoulli vyznával po celý život právě kalvinismus).
V roce 1705 se s rodinou na přání umírajícího tchána vracel do Basileje. Dva dny před jejich odchodem z Groningenu zemřel v Basileji jeho bratr Jacob, o čemž se dozvěděli během cesty. Už na cestě podnikl Johann kroky k tomu, aby mohl obsadit uvolněné křeslo profesora matematiky na basilejské univerzitě, což se mu nakonec podařilo. Během dalších let pak dostával nabídky i od jiných univerzit včetně nabídky na návrat do Groningenu, všechny ale odmítl a zůstal ve svém rodném městě.
V roce 1713, kdy byl v plném proudu spor mezi Newtonem a Leibnizem (oba dříve pravděpodobně nezávisle na sobě objevili kalkulus a nyní se snažili prosadit každý svou verzi přístupu k této matematické disciplíně), se Johann Bernoulli jednoznačně postavil na stranu svého přítele Leibnize a díky jeho podpoře získal Leibnizův kalkulus rozhodující převahu v kontinentální Evropě. Jeho podpora Leibnizových metod byla opodstatněná a ve výsledku v zásadě přínosná, Bernoulli se ale později stavěl proti Newtonovi i v dalších otázkách, kde ovšem Newtonovy teorie byly správné (např. v teorii gravitace), a de facto zdržel přijetí Newtonovy fyziky na kontinentě.
Stejně jako kdysi tvrdě soupeřil se svým bratrem, později totéž nastalo ve vztahu k jeho vlastnímu synovi Danielovi (* 1700), možná v ještě větší míře. Daniel byl rovněž excelentní matematik a zejména fyzik a otec na něj žárlil. Poté, co Daniel získal v Paříži cenu, o kterou se ucházel i jeho otec, Johann svého syna vyhodil z domu. Též se pokoušel ukrást některé synovy objevy a vydávat je za vlastní. Největší roztržka mezi nimi se pak týká Danielovy publikace Hydrodynamica. Daniel Bernoulli ji dokončil v roce 1734 a vydal o čtyři roky později, ve stejné době, kdy jeho otec publikoval svou práci Hydraulica. Ten svou knihu ale datoval 1732, aby si zajistil prvenství před synem. Později se ale ukázalo, že nebyla ve skutečnosti publikována dříve než Danielova Hydrodynamica.
I přes tyto stránky své povahy byl Johann Bernoulli bezpochyby jedním z největších matematiků všech dob. Spolu se svým bratrem učinili rozhodující objevy v rozvíjející se matematické analýze (kalkulu), Bernoulli nalezl mnoho aplikací této nové disciplíny a významně přispěl k jejímu přijetí a rozšíření v Evropě. Rovněž dosáhl důležitých výsledků při studiu funkce popsané rovnicí {\displaystyle y=x^{x}}. Věnoval se například i zdokonalování metod námořní navigace. Ve své době získal mimořádnou slávu, byl zvolen členem akademií v Paříži, Berlíně, Londýně, Petrohradě a Bologni. Měl pravděpodobně rozhodující vliv na mladého Leonharda Eulera, který byl později jeho žákem a stal se dalším brilantním matematikem historie.
Johann Bernoulli zemřel v Basileji 1. ledna 1748. Byl přezdíván „Archimédes své doby“, toto je i vytesáno na jeho náhrobním kameni.